# Hadrodactylus insignis
Hadrodactylus insignis är en stekelart som beskrevs av Joseph Kriechbaumer 1891. Hadrodactylus insignis ingår i släktet Hadrodactylus och familjen brokparasitsteklar. Arten är reproducerande i Sverige. Inga underarter finns listade i Catalogue of Life.